# Yvonne Shashoua
Yvonne Shashoua født 1962 er en dansk atlet (løber) medlem af AK73 var tidligere i Københavns IF og Sparta. Hun vandt 1999 det danske mesterskab på 3000 meter indendørs.
Shashoua arbejder som konservator, hun er Senior Researcher på Nationalmuseet i København og forsker i hvordan man bedst bevarer plastmaterialer.

## Danske mesterskaber
- Sølv 2007 Marathon 3.26,24
- Guld 1999 3000m inde 10:41.46

| Atletikudøver | Spire Denne biografi om en dansk atletikudøver er en spire som bør udbygges. Du er velkommen til at hjælpe Wikipedia ved at udvide den. |